# 요시무라 미키 (배우)
요시무라 미키(よしむら みき , 본명:吉村美紀, 1971년 1월 2일 ~ )는 일본의 영화 배우이다.

## 출연

### 영화
- 열대 낙원 클럽(1994년)
- 고양이의 아들(1997년) 시에코 역
- 갈증의 거리(1997년)
- 체카(1998년)
- 체카 LONELY HITMAN(1998년, 비전·스기모토) 여주인공/야마시타 준코역
- Baby-Baby(1999년) 주연
- 롱녀(2000년) 주연
- 기묘한 이야기 <특별편>(2000년)
- 2009 로스트 메모리즈(2001년) 유리코 역
- 13월(2006년)

### 드라마
- 빛나는 시절에(1995년, 후지TV) 타무라 노리코 역
- 굿 럭(1996년, 니혼TV) 쿠로베간역
- 옆자리의 여자(1996년, 후지TV)
- 이브(1997년, 후지TV) 호소노 미유키역
- 사랑, 했다. 제8화(1997년, TV 도쿄) 주연·웃음역
- 신이시여 조금만 더 제1화(1998년, 후지TV) 케이고(연:카네시로 타케시)의 연인역
- BABEL(2002년, BS후지) 게스트 주연·니노미야 쿄코역